# Park Jin-young
Đây là một tên người Triều Tiên, họ là Park.
Park Jin Young (Hangul: 박진영, chữ Hán: 朴軫永, Hán-Việt: Phác Trân Anh) sinh ngày 13 tháng 12 năm 1971, thường hay được biết đến với nghệ danh J.Y. Park hoặc JYP, là một ca sĩ, nhạc sĩ, vũ công kiêm nhà sản xuất âm nhạc tài năng hàng đầu của Hàn Quốc. Park Jin Young chính là người sáng lập đồng thời là chủ tịch kiêm giám đốc công ty giải trí JYP Entertainment.

## Tiểu sử
Park Jin Young sinh ra ở Seoul. Cha anh là một phóng viên tin tức tại Hoa Kỳ Năm 9 tuổi, Park cùng mẹ chuyển đến New York sau khi bố anh tái nhiệm. Họ sống ở đó ba năm trước khi Park trở lại Seoul học trung học. Anh tốt nghiệp trường trung học Daemyung. Vào năm 1996, anh tốt nghiệp Đại học Yonsei với bằng cử nhân Địa chất. Anh có 1 người chị gái.

## Sự nghiệp âm nhạc
Park Jin Young là một trong những nghệ sĩ có nhiều tài năng như ca hát, nhảy múa, sáng tác nhạc và thậm chí là sản xuất album. Vào năm 1994, anh đã ra mắt công chúng với tư cách là một nghệ sĩ solo trong chương trình "Thế giới âm nhạc" với album "Blue City". Với ca khúc chính trong album - "Please Don't Leave Me" anh đã khiến mọi người bất ngờ về khả năng nhảy của mình. Một năm sau, Park Jin Young cho phát hành album thứ 2. Với album này, anh đã chứng minh anh không chỉ đơn thuần là một ca sĩ mà còn là một nhà thơ trữ tình, nhà soạn nhạc, và đặc biệt hơn là một nhà sản xuất album. Trong 1997, Park tiếp tục cho ra album thứ 3 với tựa đề "Summer Jingle Bell" với ca khúc chủ đạo là "She Was Pretty" được xem là bài hát hit lớn nhất trong năm. Từ album thứ 4, Park Jin Young đã giới thiệu cho người nghe những tiếng đập chính thống của âm nhạc dance, đó là sự lặp đi lặp lại của những nhịp điệu không có vòng xoay hay sự kết thúc. Qua những giai điệu sôi động rộn ràng và sự phối hợp nhịp nhàng của những âm thanh giai điệu giàu cảm xúc, Park Jin Young thực sự đã phát triển một nền âm nhạc rất độc đáo bởi chính bản thân anh.
Song song với vai trò là một ca sĩ, anh cũng rất tích cực đào tạo và sản xuất album cho các ca sĩ trẻ. Với việc thành lập và phát triển công ty giải trí JYP Ent vào năm 1997 do anh làm chủ, Park đã đào tạo và cho ra mắt những ngôi sao hàng đầu có tên tuổi lớn như G.O.D, Park Ji Yoon, Wonder Girls, 2PM, 2AM, Miss A, GOT7, DAY6, TWICE, STRAY KIDS, ITZY, XDINARY HEROES, NMIXX và đặc biệt là anh chàng hoàng tử mắt một mí Bi Rain. Park Jin Young còn là một trong những ông trùm lớn góp phần xây dựng nên lịch sử K-Pop. Bởi đạt thành tựu lớn trong việc đào tạo các ca sĩ châu Á, Park Jin Young được mời phát biểu tại MIDEM 2009 – một hội nghị âm nhạc tập hợp hơn 9000 chuyên gia từ hơn 90 quốc gia trên thế giới. Không những thế Park Jin Young còn được nhiều truyền hình trực tuyến mời tham dự.
Park Jin Young còn được biết đến như là một trong những ông trùm, đại gia, nhà sản xuất, nghệ sĩ giàu có nhất trên thị trường chứng khoán Hàn Quốc cũng như sở hữu khối tài sản khổng lồ. Park Jin Young không chỉ có công trong việc phát hiện và đào tạo những gương mặt trẻ triển vọng cho làng giải trí Hàn Quốc, mà bản thân anh cũng là một ngôi sao có tiếng của xứ Hàn. Park Jin Young có sở trường về nhạc dance và phong cách trình diễn rất bốc lửa. Mạng trực tuyến Chabul đã trao danh hiệu Nghệ sĩ có nhiều cổ phần nhất Hàn Quốc cho Park Jin Young sau khi ước tính, nam ca sĩ kiêm ông bầu nổi tiếng này có trong tay hơn 28 triệu đô la Mỹ cổ phiếu.
Năm 2004, Park mạo hiểm tiến vào ngành công nghiệp âm nhạc Hoa Kỳ, trở thành nhà sản xuất châu Á đầu tiên thành công ở Mỹ, và ông đã sản xuất nhạc cho Will Smith, Mase và Cassie.  
Vào tháng 5 năm 2008, Park đã hợp tác với Thành Long để thành lập Dự án "Tôi yêu châu Á", được thúc đẩy bởi sự kiện động đất thảm khốc ở Trung Quốc. Anh đã sản xuất bài hát "Smile Again", cùng với Chan và đạo diễn Hàn Quốc Kang Je-gyu để gây quỹ cho các nỗ lực cứu trợ ở Tứ Xuyên. Bài hát có sự góp mặt của một loạt các ngôi sao Hàn Quốc, bao gồm nhiều diễn viên và ca sĩ khác nhau, cũng như vận động viên trượt băng nghệ thuật Hàn Quốc Kim Yuna Video âm nhạc được phát hành trên kênh YouTube JYP Entertainment vào ngày 30 tháng 6.
Vào tháng 10 năm 2009, anh đã trở thành nhạc sĩ Hàn Quốc đầu tiên, cùng với RAINSTONE, lọt vào Bảng xếp hạng Hot 100 của Billboard với đĩa đơn hit của Wonder Girls "Nobody" ra mắt vào năm 1976.
Vào ngày 3 tháng 12 năm 2009, Park đã phát hành đĩa đơn, No Love No More.  Vào ngày 22 tháng 4 năm 2011, Park hợp tác với Ga-In của Brown Eyed Girls, phát hành một bản song ca có tựa đề "Someone Else". Bài hát được xếp ở vị trí thứ hai trên Bảng xếp hạng kỹ thuật số Gaon và bán được hơn 1 triệu bản. Đây là bài hát đầu tiên Park phát hành trong khoảng hai năm. Park tiếp nối thành công "Someone Else" với một đĩa đơn có tựa đề "You're the One" vào ngày 28 tháng 4 năm 2012. Bài hát xếp ở vị trí thứ ba và bán được hơn 1,5 triệu bản.
Vào năm 2015, Park đã phát hành bài hát "Who's Your Mama?", hợp tác với Jessi của Lucky J. Bài hát đã trở thành hit, và xếp ở vị trí đầu tiên trên bảng xếp hạng Hàn Quốc. Cuối năm đó, anh tham gia Lễ hội âm nhạc Infinite Challenge Yeongdong Expressway, tạo một bộ đôi có tên Dancing Genome với diễn viên hài Yoo Jae-suk và phát hành bài hát "I'm So Sexy".
Vào năm 2016, Park đã phát hành một đĩa đơn có tựa đề "Still Alive". Trong cùng thời gian đó, anh xuất hiện trong Conan O'Brien đặc biệt Conan in Korea, thu âm một bài hát với Conan O'Brien, Steven Yeun & Park Ji-min có tựa đề "Fire", với sự xuất hiện của các cô gái Wonder Girls và TWICE trong video âm nhạc. Bài hát được phát hành trên kênh YouTube của Conan O'Brien vào ngày 9 tháng 4. Park cũng xuất hiện trong chương trình tạp kỹ Hàn Quốc Sister's Slam Dunk năm 2016, sản xuất đĩa đơn có tên "Shut Up".

## Diễn xuất
Đầu năm 2011, JYP đã có màn ra mắt diễn xuất trong Dream High, anh đã nhận được một đề cử cho Nam diễn viên mới của năm tại Giải thưởng nghệ thuật Baeksang. Vào tháng 1 năm 2012, anh đã đóng 1 vai phụ trong phần theo tiếp của Dream High có tên Dream High 2.
Năm 2011, Park đã ra mắt bộ phim đầu tay với vai Choi Young In, một người đàn ông đang thực hiện nhiệm vụ chuyển giao 5 triệu đô la, trong Five Million Dollar Man cùng với Jo Sung-ha và Min Hyo-rin. Bộ phim được phát hành vào ngày 19 tháng 7 năm 2012.

## Vụ kiện đạo văn
Vào ngày 10 tháng 2 năm 2011, nhạc sĩ Kim Sin-il đã đệ đơn kiện Park tuyên bố rằng "Someday", được hát bởi IU và được sáng tác bởi Park, đã đạo nhạc bài hát "To My Man" của Kim. Kim cáo buộc rằng đoạn khởi đầu của hai bài hát, bao gồm cả hợp âm jazz, gần như giống hệt nhau và đã kiện Park với giá 110 triệu won. Park bác bỏ các cáo buộc, và cả 2 người không đạt được thỏa thuận nào sau nhiều phiên tòa. Vào ngày 10 tháng 2 năm 2012, Tòa án quận trung tâm Seoul phán quyết rằng "Someday" đã đạo văn từ bài hát của Kim và yêu cầu Park phải trả 21,67 triệu won tiền bồi thường cho Kim. Park đã kháng cáo phán quyết, nhưng vào ngày 24 tháng 1 năm 2013, Tòa án tối cao Seoul đã ra phán quyết chống lại Park và yêu cầu anh ta trả 56,93 triệu won cho Kim. Năm 2015, Tòa án Tối cao đã đảo ngược các phán quyết trước đây với bằng chứng mới chứng minh rằng giai điệu và tiến trình hợp âm là rất phổ biến, trích dẫn từ một bài hát của Mỹ năm 2002.

## Đời tư
Năm 1999, Park Jin Young đã kết hôn với Seo Yoon-jeong. Vào tháng 3 năm 2009, cặp đôi này tuyên bố ly hôn. Vào ngày 10 tháng 10 năm 2013, anh kết hôn với một người phụ nữ không nổi tiếng và trẻ hơn anh 9 tuổi. Cho đến nay, danh tính hôn thê của Park Jin Young vẫn được bảo mật và khiến nhiều người tò mò. Anh có 2 người con gái, riêng đứa con thứ 2 chào đời vào ngày 9 tháng 3 năm 2020
Anh là một người có khả năng nói tiếng Anh và tiếng Nhật thông thạo, nhuần nhuyễn và trôi chảy, bằng chứng là các cuộc phỏng vấn thực hiện tại Mỹ.